# Castello di Montecuccolo
Il castello di Montecuccolo è un antico castello situato nel comune di Pavullo nel Frignano, in provincia di Modena, in Emilia-Romagna.

## Storia

### Descrizione e origine
Il Castello di Montecuccolo sorge a 873 m s.l.m., nel cuore dell'Appennino modenese, e domina l'intera vallata di Pavullo nel Frignano. Sovrasta la piccola frazione di Montecuccolo, a 4 km a sud ovest di Pavullo, in direzione Lama Mocogno.
Il castello di Montecuccolo è una struttura complessa formata da un borgo superiore e da uno inferiore. Il primo è costituito dalla rocca e dai fabbricati minori annessi; il secondo è composto da un piccolo borgo con la chiesa ed edifici disposti intorno alla piazza.
La storia del castello vero e proprio inizia ai tempi di Matilde di Canossa, quando una famiglia di suoi vassalli ottenne nel 1116 dall'imperatore Enrico V l’investitura del feudo e su questo monte all'inizio del XII secolo costruì una torre e un primo palazzo. Dopo una lotta plurisecolare con altri feudatari locali, i Montecuccoli, usciti vincitori, ampliarono la rocca che così tra il XV e il XVII secolo assunse l’aspetto attuale, con il palazzo nuovo, la torre di piazza e la podesteria.
Nella seconda metà del Seicento si estinse il ramo principale della famiglia e per il castello iniziò un periodo di rapido declino che culminerà nel 1799 quando i soldati di Napoleone penetreranno nella rocca, rifugio di armati fedeli degli Estensi, mettendola a ferro e fuoco.
Il castello è dunque sede della memoria della famiglia Montecuccoli, una delle casate più importanti dello stato estense, ma racchiude anche la storia del territorio e delle popolazioni che i Montecuccoli signoreggiarono per circa otto secoli.
Lo stemma dei Montecuccoli è composto da sei monti ornati da ramoscelli di olivo e dall'aquila imperiale che la casata poté aggiungere dal 1369 per privilegio ottenuto dall'imperatore Carlo IV.
Dal degrado generale si salvò la stanza detta del Generale, che conserva il suo aspetto originale del 1545, quando fu ornata di fregi, stemmi e iscrizioni latine. La leggenda narra che qui 21 febbraio 1609 sia nato il generale Raimondo Montecuccoli, stratega militare dell'Europa del XVII secolo, letterato, diplomatico, è considerato l'ideatore delle moderne scienze militari. Luogotenente dell'Impero Asburgico, al comando di una coalizione europea, respinse l'avanzata dei turchi verso Vienna nella battaglia della Raab, il 1 agosto 1664 al confine tra Austria e Ungheria (Mogersdorf/Szentgotthárd).
Ridotto in parte ad un cumulo di macerie il castello fu acquistato nel 1961 dal Comune di Pavullo che ha provveduto in questi ultimi decenni al suo completo restauro tra 1977 e 2009.

#### Costruzione
Il castello fu costruito con funzioni difensive a partire dal XII secolo, lungo varie fasi di accrescimento testimoniate dalla presenza di più cerchia murarie. Tra XV e XVI secolo venne eretta la scala a chiocciola e il palazzo centrale che unisce la rocca alla torre del trebbo.
Nel borgo è presente la Chiesa di San Lorenzo risalente al 1469.
Il castello fu restaurato tra il 1977 e il 2009.

## Utilizzo
Nato come torre di avvistamento attorno al XI secolo, il Castello si sviluppa nel XII secolo con funzioni difensive militari e residenziali per il feudatario. 
Dal 1982 è sede museale.
È dotato inoltre di un ristorante, una foresteria e un parcheggio.

### Musei
Il Centro museale Montecuccolo (CeM) è un polo museale a carattere storico, artistico e naturalistico, di cui fanno parte il Museo naturalistico del Frignano "Ferruccio Minghelli", la donazione di Raffaele Biolchini e la raccolta d'arte "Gino Covili". Nel 2021, con la nuova gestione, è stato inaugurato il Museo Raimondo Montecuccoli e il suo casato, che si aggiunge agli altri spazi museali.